# Gélannes
Gélannes település Franciaországban, Aube megyében. Lakosainak száma 704 fő (2022. január 1.). Gélannes Pars-lès-Romilly, Saint-Hilaire-sous-Romilly, Saint-Loup-de-Buffigny és Saint-Martin-de-Bossenay községekkel határos.

## Népesség
A település népessége az elmúlt években az alábbi módon változott:
| Lakosok száma | 480  | 625  | 662  | 723  | 730  | 742  | 736  | 735  | 734  | 704  |
|               | 1968 | 1982 | 1990 | 2006 | 2013 | 2015 | 2017 | 2019 | 2020 | 2022 |